# Hello, Again 〜昔からある場所〜
『Hello, Again 〜昔からある場所〜』（ハロー・アゲイン むかしからあるばしょ）は、MY LITTLE LOVERの3枚目のシングル。1995年8月21日発売。発売元はトイズファクトリー。

## 背景
前作『白いカイト』から約1か月という早いペースで発売された。同年12月5日に発売された1枚目のアルバム『evergreen』以降、プロデューサーの小林武史がメンバーとして参加しているため、本作がakkoと藤井謙二という2人体制での最後の作品となる。2023年現在、MY LITTLE LOVERのシングルとしては最大のヒット曲である（オリコン調べによる）。
このシングルまで発売時の作詞者クレジットは"KATE"となっており、『evergreen』収録時に小林の単独名義に修正されている。この"KATE"は"Kenji Akko Takeshi Ensemble"の略語を意味し、女性が作詞しているイメージを作るために小林が付けた共作名義であったが、実際は小林が単独で製作したものであったことが変更の理由である。
初のタイアップ曲として日本テレビ系ドラマ『終らない夏』の主題歌に起用された。ドラマそのものは諸般の事情（紡木たくの漫画『ホットロード』からのストーリー・登場人物の設定・セリフなどの盗用があるとテレビ雑誌・スポーツ新聞で報じられ、放送終了後に制作者側が出版社などに謝罪した）で再放送・ソフト化ができない状況にあるため、現在主題歌として観ることは困難を極める。その後もテレビ東京「有吉ぃぃeeeee!そうだ!今からお前んチでゲームしない?」2022年11月度エンディングテーマなどに使用されているほか、多数のカバーがある（後述）。
- 以下、アルバム『singles』のブックレットより引用

- 制作当初、藤井が単独で書き上げた時点ではサビ後半のフレーズは存在せず、「遠い昔からある場所」の部分で幕を閉じることになっていたが、小林がそれをベースとして手を加え、完成形に至った（『ALICE IN WONDERLAND』より）。

MY LITTLE LOVER在籍中の藤井作曲作品としては、本作と「アスプレイ 〜晴れた日の空に」と「BABEL'S TOWER」の3曲のみである

## チャート成績
発売週のオリコンシングルチャートで2位を記録した後、毎週10万枚以上の売上を維持し、登場4週目にはグループ初の同チャート1位を獲得するに至った。翌週も更に週間売上を伸ばし2週連続で1位を獲得している。累計売上は184.9万枚（オリコン調べ）。既にロングヒットの態勢に入っていたデビューシングル「Man & Woman」、発売時売り上げの少なかった「白いカイト」も、本作のヒットでロングヒットとなった。

## 収録曲
全曲 作詞：小林武史、編曲：小林武史 & MY LITTLE LOVER
1. Hello, Again 〜昔からある場所〜
（作曲：藤井謙二 & 小林武史）
2. Delicacy
（作曲：小林武史）
『evergreen』に収録されているアルバムバージョンでは、アウトロがアレンジされ機械加工された男性の話し声が加えられている。
3. Hello, Again 〜昔からある場所〜 (instrumental version)

## 各曲の収録アルバム
- evergreen （#1,2、#2はアルバムバージョン）
- singles （#1）
- organic （#1、アコースティックバージョン）
- Self Collection 〜15 Currents〜 （#2）
- akko （#1、DISC2のみ収録）
- Best Collection （#1）
- acoakko debut （#1、organicとは異なるアコースティックバージョン）
- evergreen+（#1,2、両曲とも新録音バージョン）

## カバー

### JUJUのシングル
『Hello, Again 〜昔からある場所〜』は、日本の歌手JUJUの14枚目のシングル。
カバーアルバム『Request』からの先行シングルとして2010年7月28日にリリースされた。ソニー社デジカメ「α NEXシリーズ」のコマーシャルソングとして起用された。2010年6月29日付のRIAJ有料音楽配信チャートにて最高位1位を記録している。
当初は、着うたのみの配信に留める予定となっていたが、CMの放送から着うたがヒットを記録したことと、問い合わせが殺到し「CD化して欲しい」という要望を受けたことで、急遽シングルとして発売することが決定したのだという。また、CDに用いられているジャケットは、JUJU本人が実際にタイアップ先の一眼カメラである「α NEX」を使用して撮影したものが使われている。なお、MVには染谷将太などが出演している。
音楽配信での累計売上は120万ダウンロードを超えた。
収録曲
1. Hello, Again 〜昔からある場所〜 (Straight Cover) (5:16)
2. Hello, Again 〜昔からある場所〜 (Ballad ver.) (5:19)
3. Hello, Again 〜昔からある場所〜 (Straight Cover) -instrumental- (5:15)
4. Hello, Again 〜昔からある場所〜 (Ballad ver.) -instrumental- (5:16)

### その他
Hello, Again 〜昔からある場所〜
- 美吉田月 (2007年) - アルバム『pure flavor #1〜color of love〜』収録。
- Mi (2008年) - アルバム『I Love Music〜Mi Best Collection〜』収録。
- JUJU (2010年) - 先述。
- 河村隆一 (2010年) - カバーアルバム『The Voice 2』収録。
- Ms.OOJA (2014年) - カバーアルバム『WOMAN 2 〜Love Song Covers〜』収録[注 1]。
- 華原朋美 (2015年) - カバーアルバム『MEMORIES 3 -Kahara Back to 1995-』収録[4]。
- WEAVER (2017年) - アルバム『A/W』収録。
- 花澤香菜 (2019年) - TVアニメ「消滅都市」キャラクター「ユキ」名義の『ユキ カバーソングシングル』に収録。「消滅都市」第8話、第12話(最終話)エンディングテーマとして起用。ネット局の読売テレビでは「終らない夏」放送終了以来、タイアップとして24年振りにこの曲が流れた。
- 絢香 (2021年) - ゲーム『テイルズ オブ アライズ』の劇中歌として[5]、配信シングル『Blue Moon』に収録。
- 三浦祐太朗 (2022年) - カバーアルバム『90's Drip - J-POP COVER ALBUM -』収録。
- 新垣樽助（2022年） - カバーアルバム『[Re:collection] HIT SONG cover series feat.voice actors 〜90's-00's EDITION〜』に収録。
- 後藤真希（2022年）- 9月に自身のYouTubeチャンネル『ゴマキのギルド』にて「Hello, Again 〜昔からある場所〜 － 後藤真希が歌ってみた #26」として動画を公開[6]。その後、同年11月にリリースされた配信カバーアルバム『Songs of You and Me!』に収録された[7]。